# 어두운 여로
어두운 여로(Dark Journey)는 영국에서 제작된 빅터 사빌 감독의 1937년 모험, 멜로/로맨스, 스릴러 영화이다. 콘라드 베이트 등이 주연으로 출연하였고 알렉산더 코르다 등이 제작에 참여하였다.

## 출연

### 주연
- 콘라드 베이트
- 비비안 리

### 조연
- 조안 가드너
- 안소니 버쉘
- 우슬라 진즈
- 엘리어트 메이크햄
- 오스틴 트레보

## 제작진
- 원작자: 라조스 비로
- 미술: 안드레이 앤드류
- 의상: 린 허버트